# 80-Meter-Hürdenlauf
Der 80-Meter-Hürdenlauf war bis 1968 die Kurzstrecken-Hürdenlaufdisziplin in der Leichtathletik der Frauen. Anfang der 1970er Jahre wurde auf den 100-Meter-Hürdenlauf umgestellt. In der Altersklasse der Schüler sowie in den Seniorenklassen (bei den Männern ab 70, Frauen ab 50) gibt es den 80-Meter-Hürdenlauf auch weiterhin.

## Olympische Spiele
Von 1932 in Los Angeles bis 1968 in Mexiko-Stadt war der 80-Meter-Hürdenlauf der Frauen olympisch.

### Medaillengewinnerinnen der Olympischen Spiele
| Jahr | Goldmedaille        | Silbermedaille        | Bronzemedaille     |
| ---- | ------------------- | --------------------- | ------------------ |
| 1932 | Mildred Didrikson   | Evelyne Hall          | Marjorie Clark     |
| 1936 | Trebisonda Valla    | Anni Steuer           | Elizabeth Taylor   |
| 1948 | Fanny Blankers-Koen | Maureen Gardner       | Shirley Strickland |
| 1952 | Shirley Strickland  | Marija Golubnitschaja | Maria Sander       |
| 1956 | Shirley Strickland  | Gisela Köhler         | Norma Thrower      |
| 1960 | Irina Press         | Carole Quinton        | Gisela Birkemeyer  |
| 1964 | Karin Balzer        | Teresa Ciepły         | Pam Kilborn        |
| 1968 | Maureen Caird       | Pam Kilborn           | Chi Cheng          |

## Rekorde
Den letzten offiziellen Weltrekord stellte die sowjetische Leichtathletin Wera Korsakowa am 16. Juni 1968 mit 10,2 s auf. Den olympischen Rekord hält die Australierin Maureen Caird (Olympische Sommerspiele 1968) mit 10,3 s.
Für weitere Information und zur Geschichte siehe 100-Meter-Hürdenlauf.